# Terremoto de Villa Giardino de 1955
El terremoto de Villa Giardino de 1955 fue un terremoto, movimiento sísmico que ocurrió en la provincia de Córdoba, Argentina, el 28 de mayo de 1955 (69 años), a las 06:20UTC-3 (Hora Local Argentina + 3).
Tuvo una magnitud de 7,3 en la escala de Richter.
Su epicentro se localizó en la localidad de Villa Giardino, Estación Thea, provincia de Córdoba, aproximadamente a 31°2′0″S 64°29′0″O / -31.03333, -64.48333,  y a una profundidad de  25  km.
El terremoto fue sentido en grado VI en la escala de Mercalli.
Produjo gran alarma y daños moderados en la localidad de Villa Giardino, provincia de Córdoba. Además la hora de ocurrencia agravó la situación de recuperación de los acongojados vecinos.